# ان‌جی‌سی ۲۱۹
ان‌جی‌سی ۲۱۹ (انگلیسی: NGC 219) نام یک کهکشان در صورت فلکی نهنگ است.